# دائرة النقوسة
دائرة النقوسة هي إحدى دوائر ولاية ورقلة الجزائرية.